# José Beyaert (joueur de dames)
Pour les articles homonymes, voir José Beyaert et Beyaert.
José Beyaert est un joueur de dames français, licencié à Béthune jusqu'au milieu des années 1990, puis à Rouen au milieu des années 2000 après une interruption de dix ans.

## Palmarès
- Grand Maître National;
- Participation aux championnats du monde en 1990;
- Champion de France National (seniors) en 1989 (aux Sables-d'Olonne);
- Champion de France Juniors en 1983 et 1984;
- Champion de France Cadets en 1981;